# Kurt Hjortstam
Kurt Egon Hjortstam, född 1933, död 2009 i Alingsås, var en svensk amatörmykolog som specialiserade sig på skinnsvampar inom gruppen basidsvampar. Hjortstam var främst verksam i Göteborgsregionen men samlade också i utlandet, bland annat i Brasilien. Han var en period anställd vid Göteborgs universitet och en kortare tid också vid herbariet i Kew Gardens, London. Hjortstam bidrog till bokserien The Corticiaceae of North Europe (1973-1988, Fungiflora förlag). Han författade 139 vetenskapliga artiklar och beskrev 54 nya släkten och 181 nya arter, och han gjorde 129 omkombinationer.
Släktena Kurtia och Hjortstamia - liksom arterna Hyphoderma hjortstamii, Tomentella hjortstamiana och Xylodon hjortstamii - är uppkallade efter Kurt Hjortstam.
Kurt Hjortstams auktorsbeteckning är Hjortstam.
1989 utsågs Hjortstam till hedersdoktor vid Göteborgs universitet.
Hjortstam var en ivrig schackspelare - särskilt korrespondensschack - och placerade sig högt i flera nationella och internationella turneringar. Han var känd för sin finurliga och offensiva spelstil.